# Panel sándwich

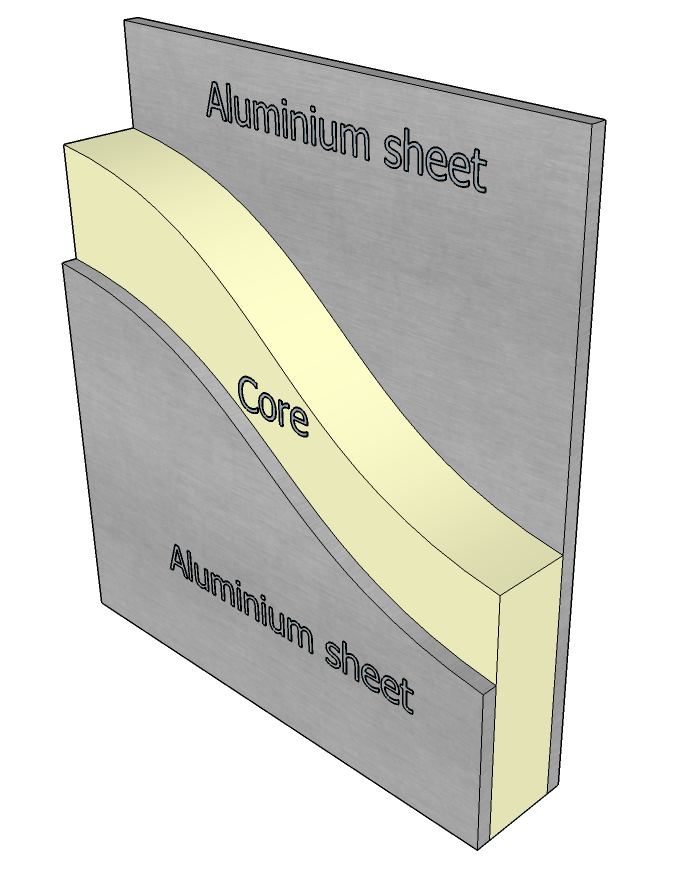
Estructura de un panel de material compuesto de aluminio.

Un panel sándwich es cualquier estructura o panel hecho de tres capas: un núcleo de baja densidad ( PIR, lana mineral, XPS ) y una capa de piel delgada adherida a cada lado. Los paneles sándwich se utilizan en aplicaciones donde se requiere una combinación de alta rigidez estructural y bajo peso.
La funcionalidad estructural de un panel sándwich es similar a la clásica viga en I, donde dos láminas frontales resisten principalmente las cargas de flexión en el plano y lateral (similar a las alas de una viga en I), mientras que el material del núcleo resiste principalmente las cargas de corte. (similar a la red de una viga en I). La idea es usar una capa ligera/suave pero gruesa para el núcleo y capas fuertes pero delgadas para las láminas frontales. Esto da como resultado un aumento del grosor total del panel, lo que a menudo mejora los atributos estructurales, como la rigidez a la flexión, y mantiene o incluso reduce el peso.
Los paneles sándwich son un ejemplo de un compuesto estructurado en sándwich : la resistencia y la ligereza de esta tecnología la hacen popular y generalizada. Su versatilidad significa que los paneles tienen muchas aplicaciones y vienen en muchas formas: los materiales del núcleo y la piel pueden variar ampliamente y el núcleo puede ser un panal o un relleno sólido. Los paneles cerrados se denominan cassettes .

## Aplicaciones

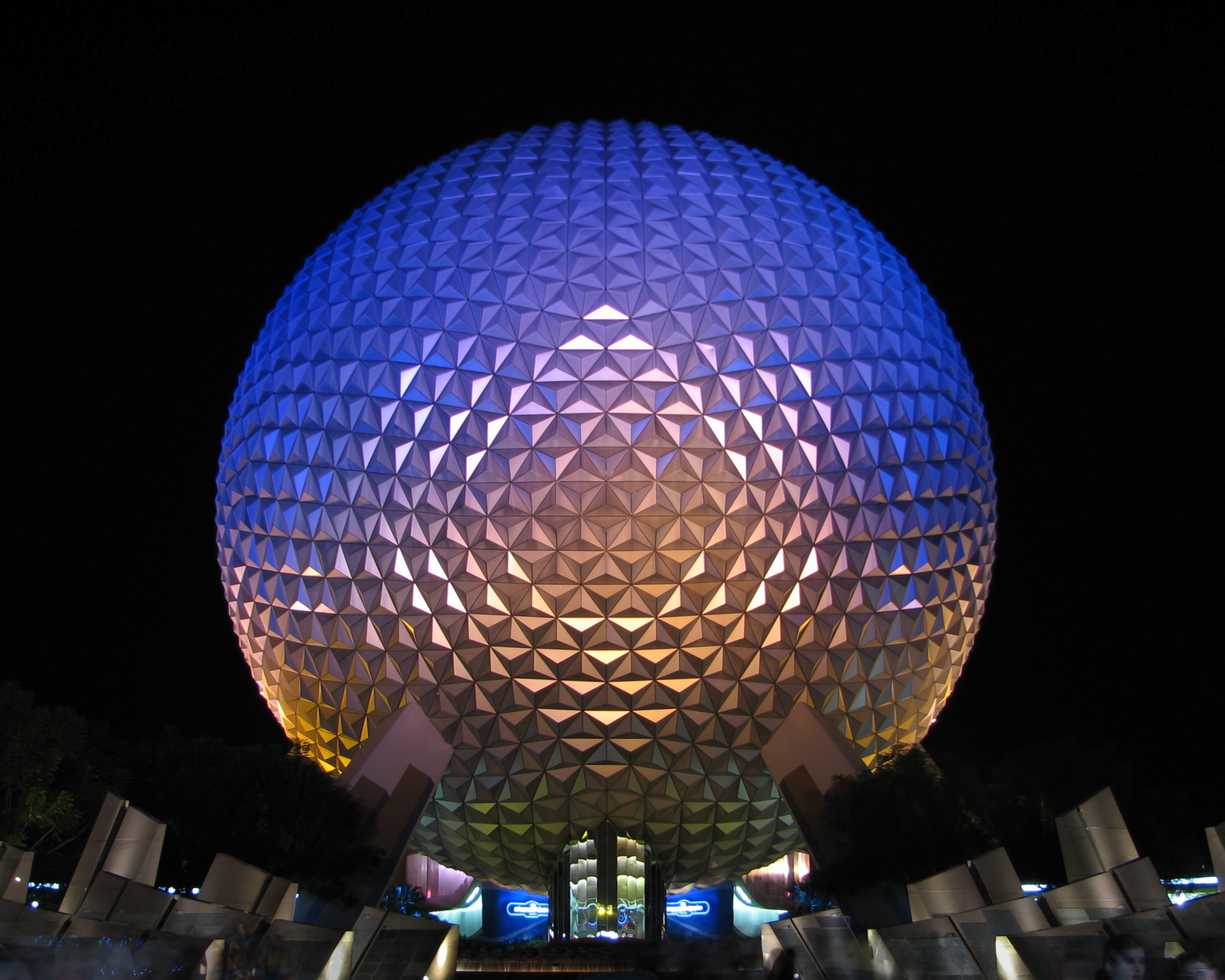
Spaceship Earth de Epcot es un ejemplo del uso de ACP en arquitectura. Es una esfera geodésica compuesta por 11.324 teselas ACP.

Una aplicación obvia es en aviones, donde el rendimiento mecánico y el ahorro de peso son esenciales. También existen aplicaciones de transporte y automoción.
En la edificación y la construcción, estos productos prefabricados están diseñados para su uso como envolventes de edificios. Aparecen en edificios industriales y de oficinas, en cuartos limpios y fríos y también en viviendas particulares, ya sean de rehabilitación o de nueva construcción. Combinan un producto de alta calidad con una gran flexibilidad en cuanto al diseño. En general, tienen una buena eficiencia energética y sostenibilidad.
En el empaque, las aplicaciones incluyen paneles de polipropileno acanalado y paneles de panal de polipropileno.

## Tipos

### Paneles de biopolímeros impresos en 3D
Debido a la capacidad de las impresoras 3D para fabricar paneles sándwich complejos, recientemente ha habido un florecimiento de la investigación en esta área que cubre la absorción de energía, fibra natural, con fibras sintéticas continuas, y vibración. La promesa de esta tecnología es para nuevas complejidades geométricas en paneles sándwich que no son posibles con otros procesos de fabricación.

### SIP
Los paneles aislantes estructurales o los paneles aislantes estructurales (comúnmente denominados SIP ) son paneles que se utilizan como material de construcción .

### ACP

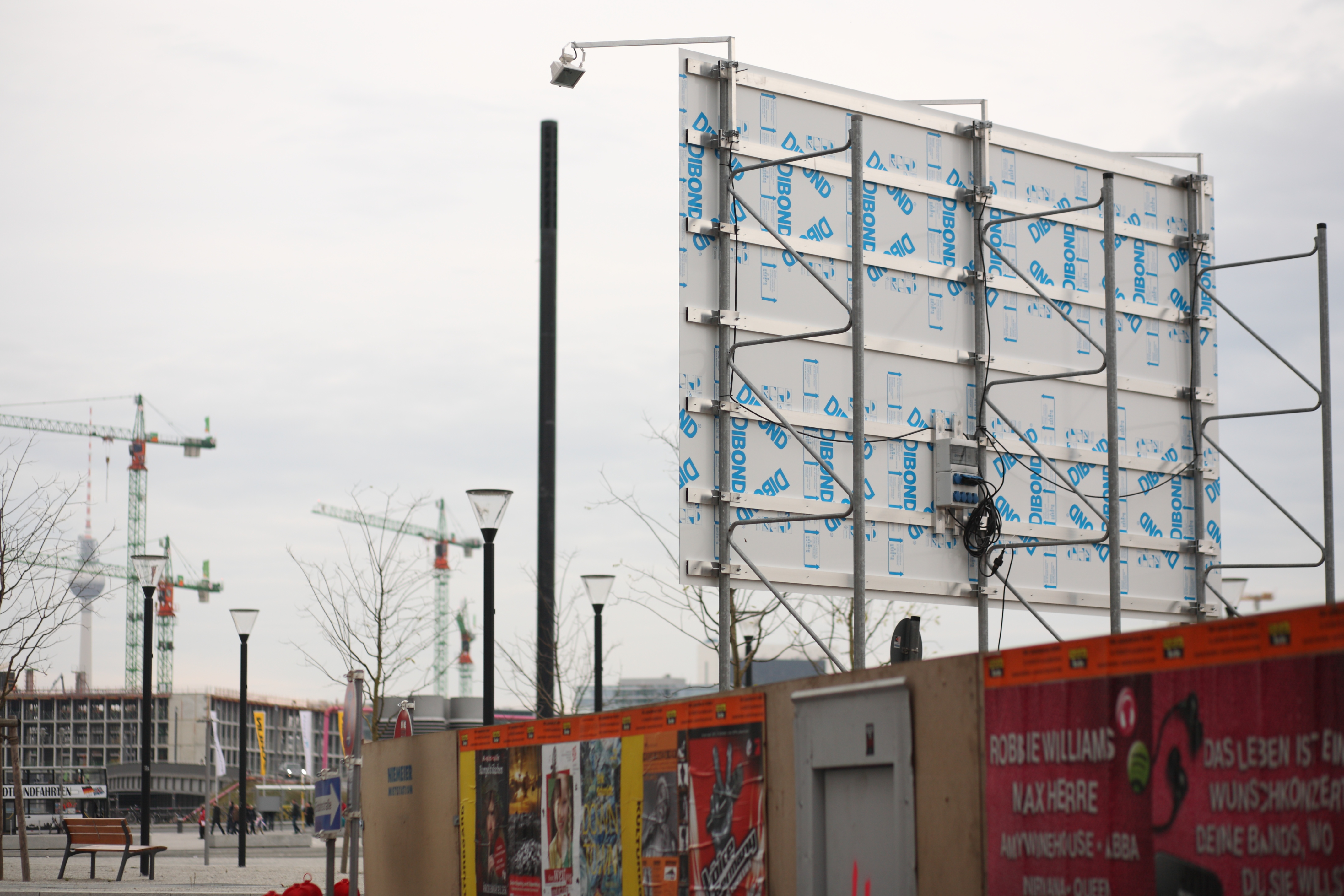
Panel en obra de construcción hecho de aluminio (Dibond)

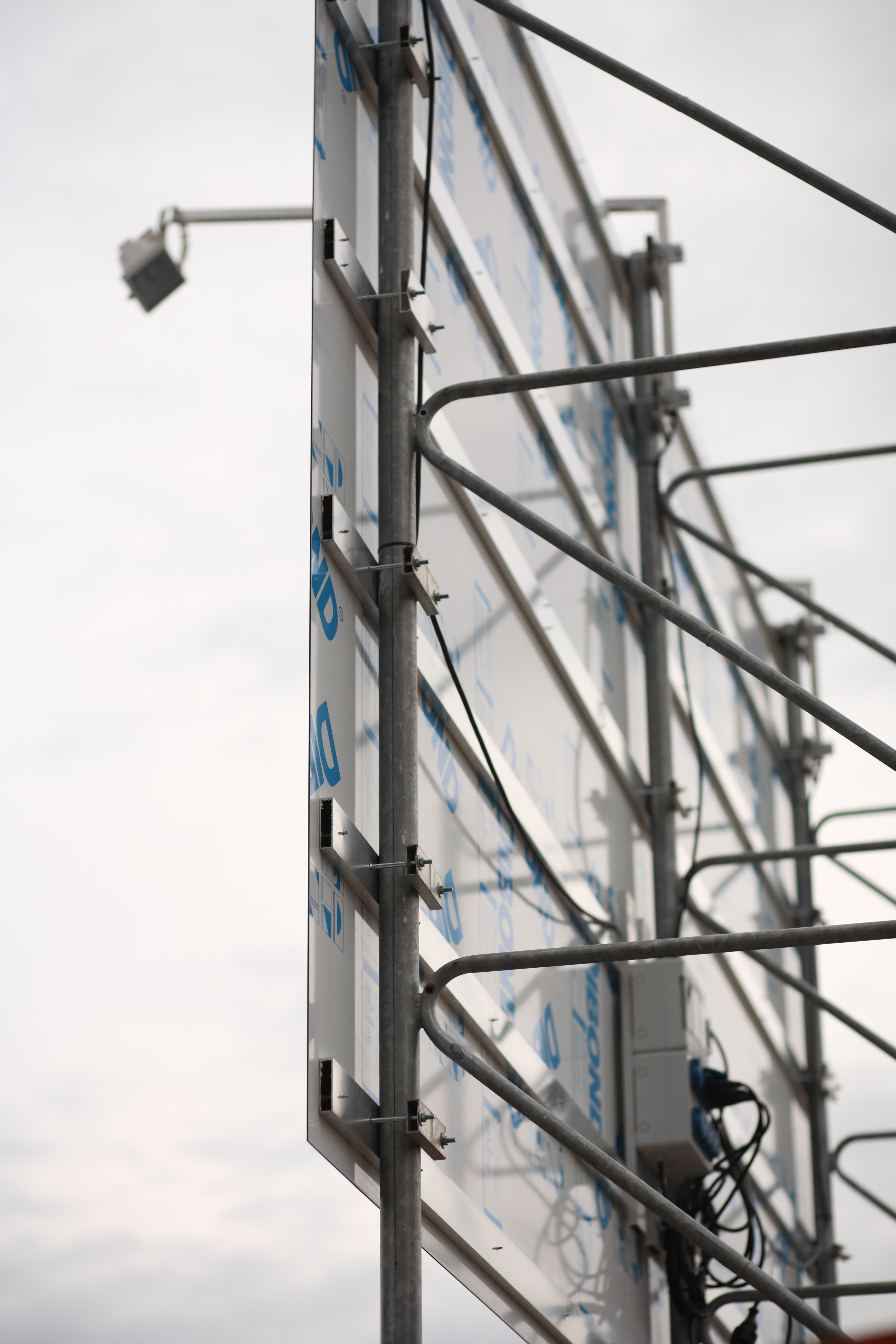
Vista detallada del panel del sitio de construcción

Los paneles compuestos de aluminio (ACP), hechos de material compuesto de aluminio (ACM), son paneles planos que consisten en dos láminas delgadas de aluminio recubiertas en bobina unidas a un núcleo que no es de aluminio. Los ACP se utilizan con frecuencia para revestimientos externos o fachadas de edificios, aislamiento y señalización .
El ACP se utiliza principalmente para revestimientos o particiones arquitectónicas externas e internas, falsos techos, señalización, revestimientos de máquinas, construcción de contenedores, entre otros usos. Las aplicaciones de ACP no se limitan al revestimiento exterior de edificios, sino que también se pueden utilizar en cualquier forma de revestimiento, como paredes internas, falsos techos, etc. El ACP también se usa ampliamente en la industria de la señalización como una alternativa a los sustratos más pesados y costosos.
El ACP se ha utilizado como un material liviano pero muy resistente en la construcción, particularmente para estructuras transitorias como stands de ferias comerciales y elementos temporales similares. Recientemente también se ha adoptado como material de soporte para el montaje de fotografías de bellas artes, a menudo con un acabado acrílico mediante procesos como el Diasec u otras técnicas de montaje frontal. El material ACP se ha utilizado en estructuras famosas como en el Spaceship Earth, el Jardín Botánico VanDusen y la sucursal de Leipzig de la Biblioteca Nacional Alemana .
Estas estructuras hicieron un uso óptimo de ACP a través de su costo, durabilidad y eficiencia. Su flexibilidad, bajo peso y fácil formación y procesamiento permiten un diseño innovador con mayor rigidez y durabilidad. Cuando el material del núcleo sea inflamable, se debe considerar el uso. El núcleo ACP estándar es polietileno (PE) o poliuretano (PU). Estos materiales no tienen buenas propiedades de resistencia al fuego (FR) a menos que se traten especialmente y, por lo tanto, generalmente no son adecuados como material de construcción para viviendas; varias jurisdicciones han prohibido su uso por completo. Arconic, propietario de la marca Reynobond, advierte al posible comprador. Con respecto al núcleo, dice que la distancia del panel desde el suelo es un factor determinante de "qué materiales son más seguros de usar". En un folleto tiene un gráfico de un edificio en llamas, con la leyenda "[c]uando el edificio es más alto que las escaleras de los bomberos, tiene que ser concebido con un material incombustible". Muestra que el producto de polietileno Reynobond es para hasta alrededor de 10 metros; el producto ignífugo (c. 70% núcleo mineral) de ahí hasta c. 30 metros, la altura de la escalera; y el producto europeo con clasificación A2 (c. 90 % de núcleo mineral) para cualquier cosa por encima de eso. En este folleto, Seguridad contra incendios en edificios de gran altura: nuestras soluciones contra incendios, las especificaciones del producto solo se brindan para los dos últimos productos.
Los materiales de revestimiento, en este caso con un núcleo de polietileno (PE) altamente combustible, fueron considerados como la principal causa de la rápida propagación de las llamas en el incendio de la Torre Grenfell de 2017 en Londres. También ha estado involucrado en incendios de edificios de gran altura en Melbourne, Australia; Francia; Los Emiratos Árabes Unidos; Corea del Sur; y los Estados Unidos. Los núcleos resistentes al fuego (normalmente designados como "FR" por los fabricantes) son una alternativa más segura ya que tienen un máximo de 30 % de contenido de polietileno y se autoextinguen en ausencia de calor/ventilación. Al igual que con cualquier producto de construcción, la idoneidad para el uso depende de muchos otros productos y métodos. En el caso de ACP, los códigos de construcción en EE. UU. tienen muchos requisitos relacionados con el ensamblaje de la pared según los materiales utilizados y el tipo de construcción. Cuando se siguen estos códigos de construcción, los productos principales FR son seguros. Tenga en cuenta que el término ACP no se aplica a los paneles sándwich con núcleos de lana mineral, que pertenecen a la categoría de paneles metálicos aislados (IMP).
Las láminas de aluminio se pueden recubrir con fluoruro de polivinilideno (PVDF), resinas de fluoropolímero (FEVE) o pintura de poliéster. El aluminio se puede pintar en cualquier tipo de color, y los ACP se fabrican en una amplia gama de colores metálicos y no metálicos, así como en patrones que imitan a otros materiales, como la madera o el mármol . El núcleo suele ser polietileno de baja densidad (PE) o una mezcla de polietileno de baja densidad y material mineral para exhibir propiedades ignífugas.
La compañía 3A Composites (antes Alcan Composites & Alusuisse) inventó los compuestos de aluminio en 1964, como una invención conjunta con BASF, y la producción comercial de Alucobond comenzó en 1969. El producto fue patentado en 1971, patente que expiró en 1991. Después de la expiración de la patente, varias empresas iniciaron la producción comercial, como Reynobond (1991), Alpolic (Mitsubishi Chemicals, 1995), etalbond (1995). Hoy se estima  que más de 200 empresas en todo el mundo están produciendo ACP.

## Historia
Las técnicas de construcción de paneles sándwich han experimentado un desarrollo considerable en los últimos 40 años. Anteriormente, los paneles sándwich se consideraban productos aptos únicamente para construcciones funcionales y naves industriales. Sin embargo, sus buenas características de aislamiento, su versatilidad, calidad y apariencia visual atractiva han resultado en un uso creciente y generalizado de los paneles en una gran variedad de edificios.

## Código de Prácticas
- Los paneles sándwich requieren la marca CE para ser vendidos en Europa. El estándar europeo de paneles sándwich es EN14509:2013 Paneles aislantes autoportantes de doble pared con cara metálica - Especificaciones de productos fabricados en fábrica.
- La calidad de los paneles sándwich se puede certificar aplicando el nivel de calidad EPAQ

## Características
Las cualidades que han producido el rápido crecimiento en el uso de paneles sándwich, particularmente en la construcción, incluyen:

### Resistencia térmica
- Los paneles sándwich tienen valores λ desde 0,024 W/(m·K) para poliuretano hasta 0,05 W/(m·K) para lana mineral. Por lo tanto, pueden alcanzar diferentes valores U según el núcleo y el espesor del panel.
- La instalación de un sistema con paneles sándwich minimiza los puentes térmicos a través de las juntas.

### Aislamiento acústico
- La medida de reducción de sonido evaluada se encuentra en aproximadamente los 25 dB para elementos de PU y a aproximadamente los 30 dB para elementos de MW.

### Propiedades mecánicas
- El espacio entre los soportes puede ser de hasta 11 m (paredes), según el tipo de panel utilizado. Las aplicaciones normales tienen espacios entre los soportes de aproximadamente de 3m – 5m.
- El espesor de los paneles es de 40 mm hasta más de 200 milímetro
- La densidad de los paneles sándwich van desde 10 kg/m 2 hasta 35 kg/m 2, dependiendo del espesor de la espuma y del metal, disminuyendo tiempo y esfuerzo en: transporte, manipulación e instalación.
- Todas estas propiedades geométricas y materiales influyen en el comportamiento de falla global/local de los paneles sándwich bajo diferentes condiciones de carga, como indentación,[20] impacto,[21] fatiga[22] y flexión.[23]

### Comportamiento en incendios
- Los paneles sándwich tienen diferentes comportamientos al fuego, resistencia y reacción, dependiendo de: la espuma, el espesor del metal, el revestimiento, etc. El usuario deberá elegir entre los diferentes tipos de paneles sándwich, en función de los requisitos.
- La investigación realizada por la Asociación de Aseguradores Británicos y el Building Research Establisment en el Reino Unido destacó que "los paneles sándwich no inician un incendio por sí solos, y donde estos sistemas se han visto implicados en la propagación del incendio, el incendio a menudo ha comenzado en áreas de alto riesgo como como zonas de cocina, extendiéndose posteriormente como consecuencia de las deficientes medidas de gestión, prevención y contención del riesgo de incendio".[24]
- Existe evidencia de que cuando se utilizan paneles sándwich para revestir un edificio, pueden contribuir a la rápida propagación del fuego hacia el exterior del propio edificio. Como dijo un arquitecto, al elegir el material central para un panel sándwich "solo uso los de lana mineral porque tu instinto te dice que no es correcto envolver un edificio en plástico".[25] En el 2000, Gordon Cooke, un consultor líder en seguridad contra incendios, informó que "el uso de paneles sándwich con núcleo de espuma plástica... es difícil de justificar cuando se considera la seguridad humana". Dijo que los paneles "pueden contribuir a la gravedad y velocidad del desarrollo del fuego" y esto ha llevado a "pérdidas masivas por incendios".[26]
- El diseño de una cavidad entre el revestimiento y la pared exterior del edificio (o su revestimiento de aislamiento) también es significativo: las llamas pueden ocupar la cavidad y ser atraídas hacia arriba por convección, alargándose para crear incendios secundarios, y hacerlo "independientemente de la materiales utilizados para revestir las cavidades".[27]

### Impermeabilidad
- El sistema de montaje de paneles sándwich ayuda a crear edificios estancos al aire y al agua.